# Zalęszczyca żółtawa
Zalęszczyca żółtawa (Oedemera podagrariae) – gatunek chrząszcza z rodziny zalęszczycowatych.